# Retta dei numeri reali

La retta dei numeri; in questo caso oltre ai numeri reali notiamo anche la presenza di numeri irrazionali o trascendenti come π e e

La retta dei numeri è la rappresentazione grafica dei numeri reali. Ponendo il valore dello zero come punto di partenza, noteremo alla sua destra i numeri cosiddetti positivi ed alla sua sinistra quelli negativi. Per definizione, il limite destro e quello sinistro della retta saranno rispettivamente più infinito (in simbolo "{\displaystyle +\infty }") e meno infinito ("{\displaystyle -\infty }").